# 风雨残梦
《风雨残梦》是一部1956年新加坡马来语黑白情节剧电影，由马纯岱执导、巨星比·南利主演。他饰演了两个不同的角色，即成年Hassan和成年儿子Sazali。这是比南利饰演反派角色的电影之一。该电影也是邵氏集团的佳作之一。

## 剧情
Hassan（比南利饰）是一名孤儿，在富人（Malek Sutan Muda饰演）家里工作。富人有两个孩子，Mansor和Mahani。Hassan因带Mansor和Mahani去看演出而被赶出家门。他非常热爱音乐，花钱买了一把小提琴，并跟老师学习。Hassan和Mansor及Mahani的友谊非常深厚。成年后，Mansor被送到新加坡学习，而Mahani则被父亲安排结婚。Hassan深爱Mahani，无法接受这个事实，逃到了新加坡。Mahani跟随Hassan到新加坡，并与Mansor会合。Mansor同意两人结婚，自己则娶了Rubiah。Hassan继续追求音乐，成为著名音乐家。Mahani怀孕后，Hassan非常高兴，但Mahani在生下儿子Sazali时去世了。
Hassan对Sazali极其溺爱，导致Sazali变得无法无天，甚至玷污了Mansor和Rubiah的女儿Rokiah。Rokiah因此自杀，Sazali成为新加坡最臭名昭著的黑帮头目。一次抢劫中，Sazali逃脱并回到父亲家。Hassan为了弥补过错，最终报警，Sazali在家中被捕。

## 奖项
这部电影在1957年东京的第四届亚太电影节获得提名。比南利荣获最佳男主角。片中男童星托尼·卡斯特罗（Tony Castello）获最佳童星奖。

## 重播
1987年6月1日，马来西亚广播电视台（RTM）趁着开斋节和比南利逝世14周年重播《风雨残梦》。